# 擁抱人群樂團
擁抱人群樂團（英語：Foster the People），一個來自於美國加州洛杉磯的獨立音樂樂團，於2009年由主唱馬克·福斯特（Mark Foster）、貝斯手「卡比」雅各布·芬克（Jacob "Cubbie" Fink）和鼓手馬克·龐蒂斯（Mark Pontius）創立。
在洛杉磯當了數年的廣告歌曲寫手後，福斯特於2009年創立樂團。2010年，在以一曲〈Pumped Up Kicks〉取得莫大成功後，樂團獲得了與唱片公司Startime的合約，並透過小型俱樂部和音樂節的表演建立粉絲群。在2011年5月發行首張專輯《燃燒自己照亮你》後，〈Pumped Up Kicks〉成為了該年最熱門的跨界音樂，並在告示牌百強單曲榜上排名第三，同樣上榜的還有該專輯的另兩首單曲：〈Helena Beat〉和〈Don't Stop (Color on the Walls)〉。同時樂團也因專輯《燃燒自己照亮你》、單曲〈Pumped Up Kicks〉及單曲〈Houdini〉的MV分別於2012年、2013年獲得共三個格萊美獎的提名。
經過兩年的巡演後，2014年1月，擁抱人群樂團釋出首波主打單曲〈Coming of Age〉，並於同年3月發行了第二張專輯《假面名模》。2017年7月，在樂團發行第三張專輯《聖心俱樂部》的同時，兩名巡演成員：吉他手肖恩·西米諾（Sean Cimino）和鍵盤手伊索·因尼斯（Isom Innis）正式成為樂團成員。

## 成員
現任成員
- 馬克·福斯特 – 主唱、鍵盤、鋼琴、合成器、吉他 （2009–現在）
- 肖恩·西米諾 – 鍵盤、鋼琴、主音吉他、合成器、背景和聲 （2017–現在，2010-2017為巡演客席樂手）[7]
- 伊索·因尼斯 – 鍵盤、鋼琴、爵士鼓、打擊樂器、背景和聲、貝斯 （2017–現在，2010-2017為巡演客席樂手）[8][a]

前成員
- 「卡比」雅各布·芬克 – 貝斯、背景和聲、合成器 （2009–2015）[10]
- 馬克·龐蒂斯 – 爵士鼓、打擊樂器 （2009–2021）[11]

巡演與錄音室成員
- 菲爾·丹瑤（Phil Danyew）– 鍵盤、鋼琴、合成器、吉他、打擊樂器、背景和聲 （2014–現在）
- 泰勒·哈爾福德（Tyler Halford） – 貝斯、鍵盤、合成器 （2015–現在）

前巡演成員
- 海利·路易斯·戴可（Haley Louise Dekle） – 背景和聲 （2014）
- 阿爾林·戴瑞多利恩（Arlene Deradoorian） – 背景和聲 （2014）

## 錄音室專輯
- 《燃燒自己照亮你（英语：Torches (album)）》（2011年5月23日）
- 《假面名模（英语：Supermodel (album)）》（2014年3月14日）
- 《聖心俱樂部（英语：Sacred Hearts Club）》（2017年7月21日）

## 外部連結
- Foster the People官方網站（页面存档备份，存于）